# 202 Chryseïs
202 Chryseïs este un asteroid din centura principală, descoperit pe 11 septembrie 1879, de Christian Peters.